# Мадонна-ди-Кампильо

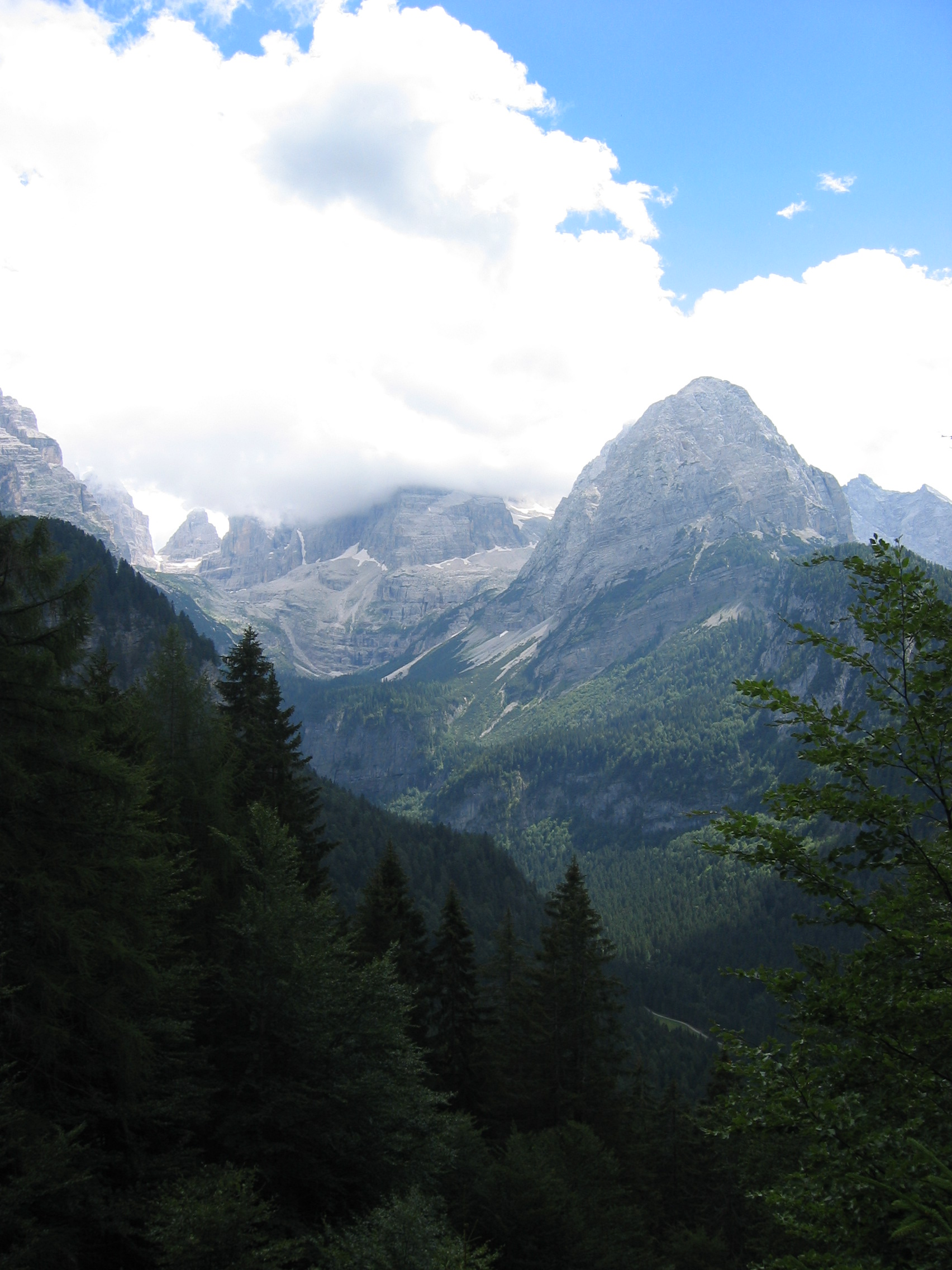
Доломитовые Альпы в Мадонна-ди-Кампильо

Мадонна-ди-Кампильо (итал. Madonna di Campiglio) — посёлок и горнолыжный курорт на северо-востоке Италии в провинции Тренто. Находится в долине Валь Рендена. В посёлке проживает около 700 жителей.
Здесь ежегодно проходят этапы Кубка мира по горнолыжному спорту, а также соревнования по сноуборду и фристайлу. Здесь проходил чемпионат мира по фристайлу 2007.
В центре посёлка есть небольшая площадь.